# Festival Internacional de banda desenhada de Angolema

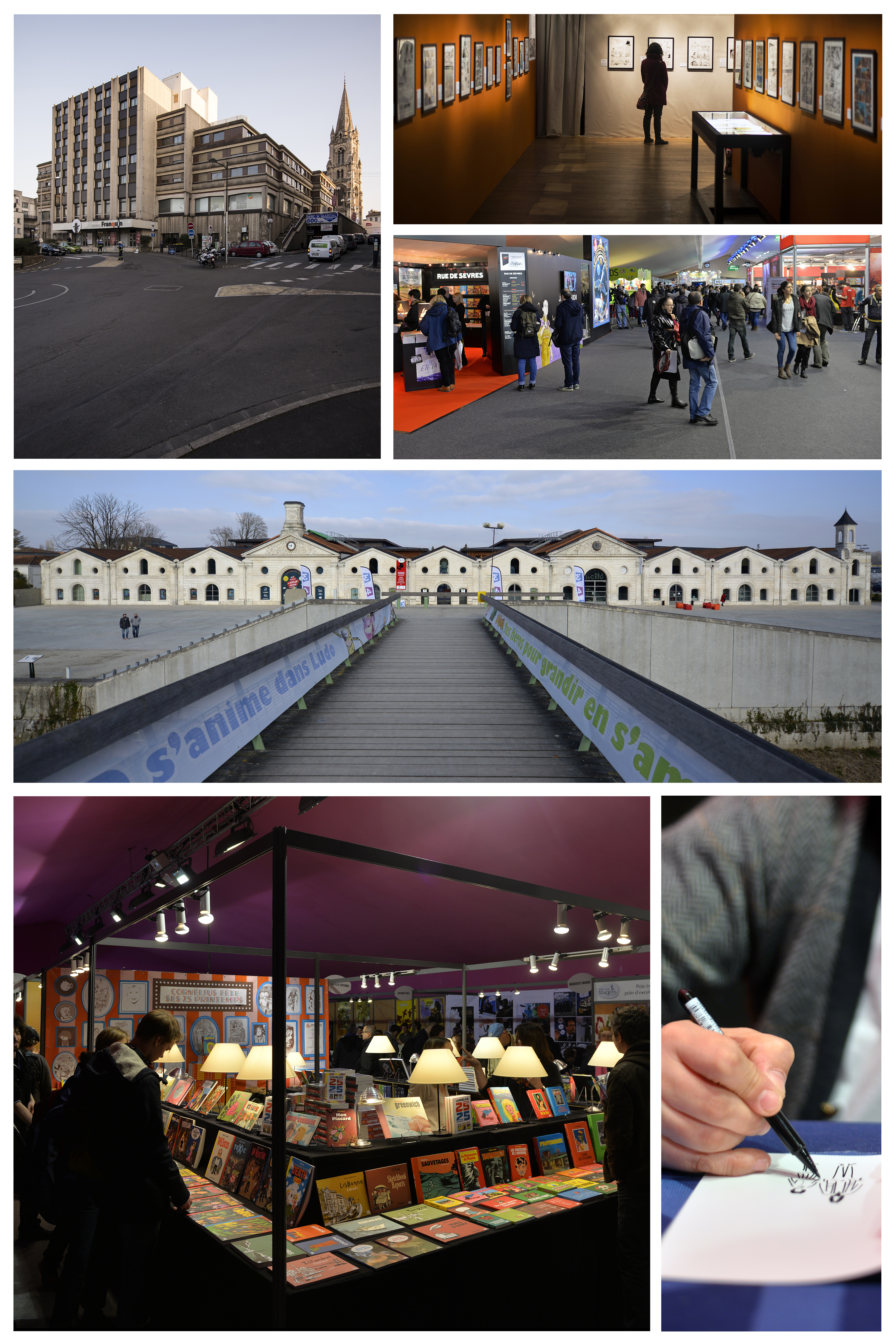
Festival Internacional de banda desenhada de Angoulême.

Festival Internacional de banda desenhada (português europeu) ou quadrinhos (português brasileiro) de Angolema (em francês: Festival international de la bande dessinée d'Angoulême) é o maior festival de banda desenhada da Europa. É realizado anualmente desde 1974 em Angolema, França.

## História
No final de 1972, o sucesso de uma exposição dedicada à banda desenhada na cidade, intitulada "Dix millions d'images", dá origem à ideia de organizar uma reunião anual dedicada ao meio. Em 25 de janeiro de 1974 foi inaugurada a primeira edição, cujo cartaz é obra de Hugo Pratt; A reunião contou com a presença de importantes autores, como André Franquin, Burne Hogarth e Harvey Kurtzman. Nestes primeiros anos, o Festival se consolida como um evento de importância internacional, atendido pelos artistas mais famosos, como Hergé, Will Eisner, Moebius, Enki Bilal e Jacques Tardi; Ao mesmo tempo, o município de Angolema está empenhado em fazer da cidade um centro de bandas desenhadas mundiais, com iniciativas como a criação do BD Workshop-School, em 1982. Desde então, como explica Jean Giraud, o concurso funcionou "muito bem, mas quanto melhor funciona, mais custa e isso é um problema em tempos de crise econômica".

## Prémios
O Festival concede vários prémios, que recompensam, em diferentes categorias, as melhores obras do ano anterior publicadas na França. Os jurados escolhem os vencedores de uma seleção anterior de candidatos (não superior a sete). Os prémios são oferecidos na tarde do primeiro dia do Festival, no teatro Angolema.
O Festival concede prémios em 14 categorias diferentes, entre as quais os mais destacados são:
- Grande Prémio: concedido a um autor por todo o trabalho. O Festival é dedicado à produção deste autor todos os anos, com amplas exposições, mesas redondas e outras atividades em seu trabalho.

- Prémio do Melhor Álbum (Fauve d'Or)

- Prémio de desenho
- Prémio de roteiro

- Primeiro Prémio de Álbum